# بيفل هاس
بيفل هاس (بالتشيكية: Pavel Haas)‏ هو ملحن تشيكي، ولد في 21 يونيو 1899 في برنو في التشيك، وتوفي في 17 أكتوبر 1944 في معسكر أوشفيتز بيركينو ‏ في بولندا.

## وصلات خارجية
- بيفل هاس على موقع IMDb (الإنجليزية)
- بيفل هاس على موقع ميوزك برينز (الإنجليزية)
- بيفل هاس على موقع أول ميوزيك (الإنجليزية)
- بيفل هاس على موقع ديسكوغز (الإنجليزية)
- بيفل هاس على موقع قاعدة بيانات الفيلم (الإنجليزية)
- بيفل هاس على موقع كينوبويسك (الروسية)